# Corriente de Humboldt

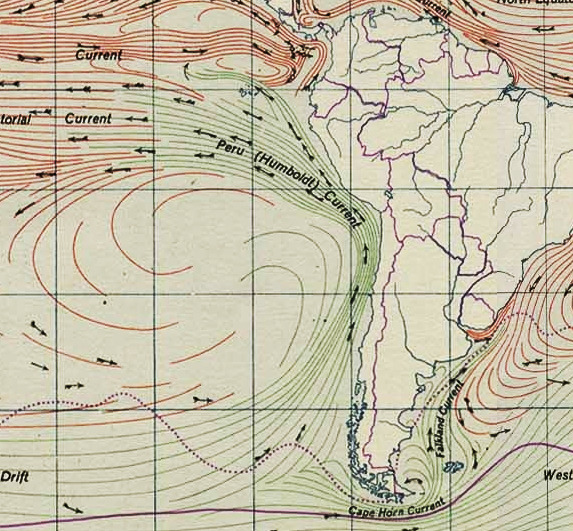
Mapa de la corriente de Humboldt (1943).

La corriente de Humboldt, también llamada corriente peruana o del Perú, es una corriente oceánica costera del Pacífico oriental, la cual es fría, superficial, continua, de baja velocidad, muy amplia, somera y con una dirección predominante hacia el noroeste. Está originada por un afloramiento o ascenso de aguas profundas y, por lo tanto, muy frías y ricas en nutrientes, que se produce en las costas occidentales de América del Sur. Alberga el «ecosistema marino más numeroso del planeta», por ende es el «área pesquera más productiva del planeta».
Fue descubierta por el científico español José de Acosta (1540-1600) en su Historia natural y moral de las Indias (1590), y descrita por el naturalista alemán Alexander von Humboldt en su obra Viaje a las regiones equinocciales del Nuevo Continente (París, 1807), escrita en colaboración con Aimé Bonpland. Esta corriente es una de las de aguas frías más importantes del mundo y sus efectos de aridez relacionados con la surgencia de esas aguas frías (que limitan la evaporación de acuerdo con el principio de la diatermancia) se dejan sentir notablemente en las costas centrales y septentrionales de Chile así como casi en la totalidad de las del Perú. Su velocidad es de unos 28 km por día de sur a norte, más exactamente, desde la parte central de las costas chilenas hasta el ecuador terrestre.
El nombre "corriente del Perú" fue adoptado por resolución de la Conferencia Oceanográfica Iberoamericana (Madrid-Málaga, 1935).

## Origen

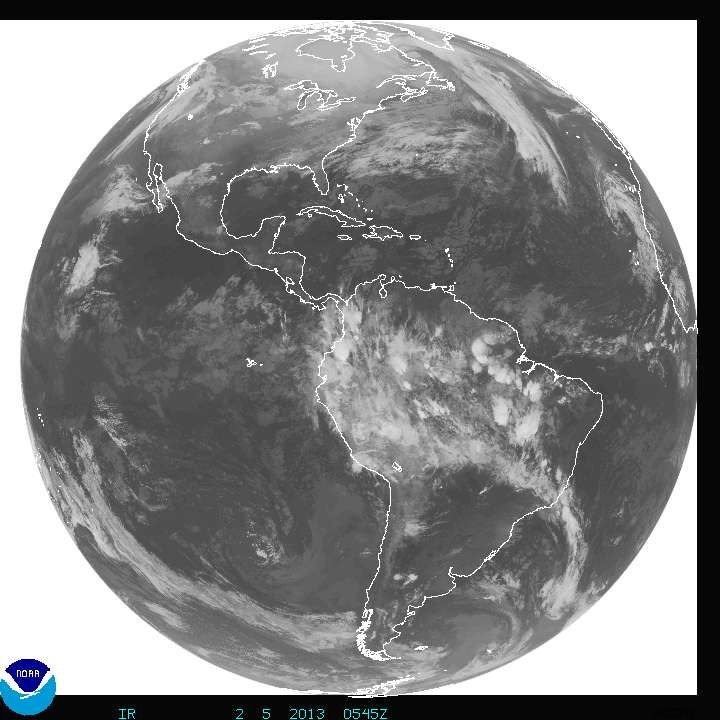
Imagen de radar tomada por el satélite GOES (Satélite geoestacionario) el 5 de febrero de 2013, mostrando el hemisferio occidental (América y partes de los océanos Atlántico y Pacífico). Puede notarse la importante diferencia con la imagen anterior en el trazado de las corrientes marinas. Como podemos ver, la corriente meridional del Pacífico Sur (visible en el cinturón nuboso procedente de la zona intertropical del Pacífico) se dirige hacia el sur del continente americano terminando bruscamente en las costas y parte insular de Chile por el efecto orográfico del relieve: elevada nubosidad y lluvias o nevadas muy intensas. No existe conexión entre esta corriente y la de Humboldt que es de aguas frías y cielos sin nubes.

Su origen se debe a los efectos combinados del movimiento de rotación terrestre y de la fuerza centrífuga de las aguas oceánicas en la zona ecuatorial, además de que en gran parte es inducida por la corriente Ecuatorial del Sur, la cual está a su vez impulsada por los vientos alisios. Esta corriente es fría debido a que sus aguas emergen desde zonas profundas, donde tienen una temperatura en torno a los 10 °C en razón a su densidad, en la zona intertropical junto a las costas sudamericanas de Chile y Perú, en el océano Pacífico. El fenómeno de la surgencia de aguas profundas y muy frías en la zona intertropical (upwelling en inglés) ya fue descrito y medido por Humboldt en su viaje al Perú en 1802 (). Sin embargo, el propio Humboldt señala que el origen de esas aguas profundas debe provenir, al menos en parte, de las latitudes antárticas, por lo que se muestra partidario de lo que se conoce como corrientes en profundidad, algo que no se ha probado en la bibliografía científica, a pesar de la tesis de las corrientes termohalinas, que resultan difíciles de sustentar, ya que hablan de corrientes en profundidad que pasan de norte a sur y viceversa a través del ecuador terrestre, algo imposible de imaginar si tenemos en cuenta la fuerza centrífuga del movimiento de rotación terrestre, que tiene su máxima expresión, precisamente, en el ecuador. No obstante esta idea, hay que destacar el hecho de que las corrientes superficiales no están sujetas solamente a los efectos producidos por la fuerza centrífuga en la zona ecuatorial, ya que todas las corrientes marinas también se ven afectadas por el efecto de las mareas que pueden llegar a modificar sustancialmente la ruta de las aguas de emersión de la corriente de Humboldt más o menos al norte y oeste de la zona ecuatorial. Dicho en otros términos: como la órbita de la Luna no coincide con la eclíptica, la corriente de Humboldt puede verse atraída hacia el hemisferio norte si la Luna se encuentra en ese momento girando alrededor de la Tierra en dicho hemisferio, ya que la atracción de la Luna es mayor sobre las aguas superficiales del océano que la atracción solar. Pero también puede suceder lo opuesto, cuando se produce el efecto conocido como el Niño, llamado precisamente así porque coincide con los días de Navidad y Año Nuevo, es decir, durante el solsticio de verano para el hemisferio sur. Como resulta lógico, si en esas fechas la Luna se encuentra girando en latitudes del hemisferio sur, la atracción tanto solar como lunar se ejerce sobre las aguas ecuatoriales del hemisferio norte, que cruzan el ecuador terrestre, trayendo calor y lluvias a la costa septentrional del Perú. Estas aguas más cálidas se superponen a las de la corriente de Humboldt. pero no la anulan, como llegó a pensarse en cierta ocasión ().
La corriente surge en la costa sudamericana del océano Pacífico, desplazándose desde la Zona Central de Chile hacia el norte, paralelamente a la línea del litoral sudamericano, pasando por las costas peruanas hasta alcanzar la latitud del ecuador terrestre, abriéndose luego en dirección oeste hacia las islas Galápagos hasta llegar al ecuador terrestre, que no atraviesa sino puntualmente por la fuerza centrífuga del movimiento de rotación terrestre que da origen al abombamiento ecuatorial de las aguas oceánicas. Por ello se ve en el mapa de temperaturas superficiales de la NOAA el contraste entre las aguas de la corriente de Humboldt al sur del ecuador (temperatura de unos 15 °C) con las aguas de la propia corriente ecuatorial del Norte, mucho más cálidas (casi 30 °C). Por el contrario, las aguas frías de la corriente de California, cuya temperatura también se debe a la surgencia de aguas frías, se desplazan de un principio hacia el oeste debido a la inercia del propio movimiento de rotación terrestre. La diferencia, en ambos casos (corriente de California y corriente de Humboldt) está en la configuración de las costas totalmente opuesta, que desvía las aguas frías hacia el oeste-suroeste en el primer caso y hacia el noroeste en el segundo. En ningún lugar del mundo se ve un contraste tan brusco entre las aguas que comparten una misma corriente y dirección a ambos lados del ecuador. Tal vez podríamos hacer la excepción con la corriente de Benguela en África pero, en este caso, las aguas frías que surgen junto a las costas de Namibia se alejan desde el principio hacia el noroeste y, por lo tanto, no se desplazan junto a la costa y dan origen a un clima costero menos seco en la costa occidental africana, en comparación a la sudamericana.

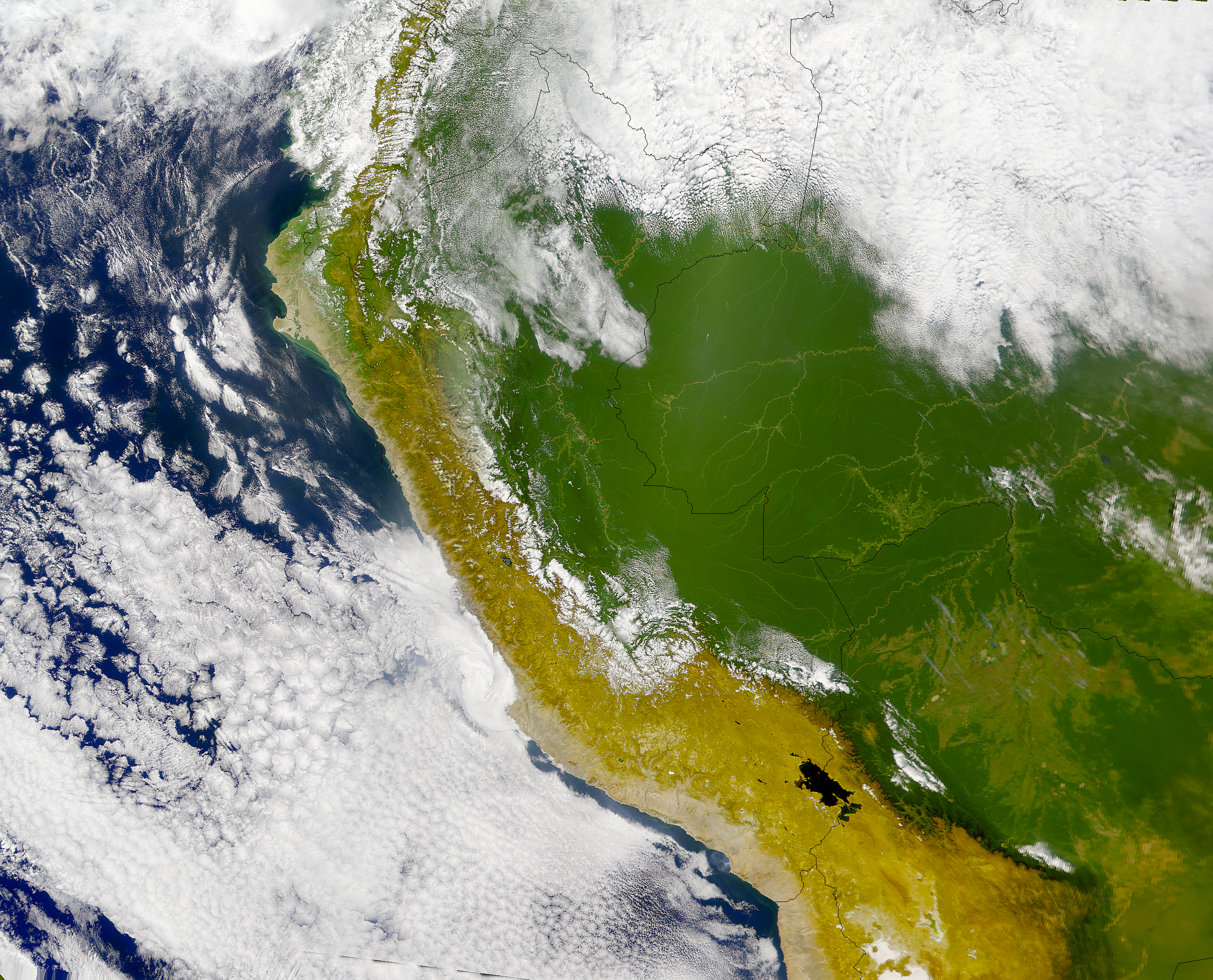
En el litoral Pacífico se originan nubes bajas que llegan a la costa la mayor parte del año.

Hasta hace relativamente poco tiempo se creía que las aguas de la corriente de Humboldt eran tan frías porque procedían del Antártico y/o de la corriente del Pacífico Sur. El excelente mapa elaborado por el ejército de los Estados Unidos en 1943, una parte del cual aparece arriba, da la idea de una continuidad que no existe en la realidad, entre dicha corriente sud-Pacífica y la de Humboldt. Sin embargo, hay que tener en cuenta que en el mapa de 1943 aparece la corriente sur-Pacífica como una corriente cálida que se va enfriando a medida que se acerca a la costa sudamericana. La imagen de radar obtenida mediante el satélite geoestacionario GOES nos muestra, en cambio, una idea algo diferente a la que nos da el mapa citado. En la imagen de radar, la corriente del Pacífico sur se ve cubierta por una nube alargada que tiene varios miles de km de longitud (una vaguada propiamente dicha; en inglés: (Trough (Meteorology)) como consecuencia de la presencia del área de baja presión circumpolar austral. Pero esta corriente choca con las costas meridionales de Chile dejando allí copiosas lluvias que convierten el clima de la zona en un clima oceánico o marítimo y una gran parte de la misma pasa al océano Atlántico a través del paso de Drake, entre América del Sur y la Antártida. Por el contrario, la corriente de Humboldt está casi siempre libre de nubes (suelen ser de nubes bajas por el fenómeno de inversión térmica, de acuerdo con el concepto de la diatermancia, y la zona donde emergen las aguas frías junto a la costa se ven de color mucho más oscuro por la presencia de plancton: las aguas profundas que surgen en la costa chilena-peruana comienzan a absorber directa y lentamente la radiación solar, pero mientras esto sucede no se evaporan o se evaporan lentamente, precisamente, por su baja temperatura.
La explicación científica de la corriente de Humboldt y de otras corrientes frías (desarrollada en el artículo correspondiente) es muy coherente puesto que desarrolla las razones de surgencia o emersión de todas las corrientes frías independientemente de su latitud y de la disposición de las costas de los continentes donde se producen y, sobre todo, echa por tierra la idea de una circulación submarina de origen termohalino porque se disponen, según se ha podido comprobar en áreas costeras de una latitud determinada, que no están relacionadas con la mayor cantidad de sal de sus aguas y, menos  aún, con su temperatura y con la temperatura de las aguas marinas vecinas a dichas corrientes.

## Efectos en el clima

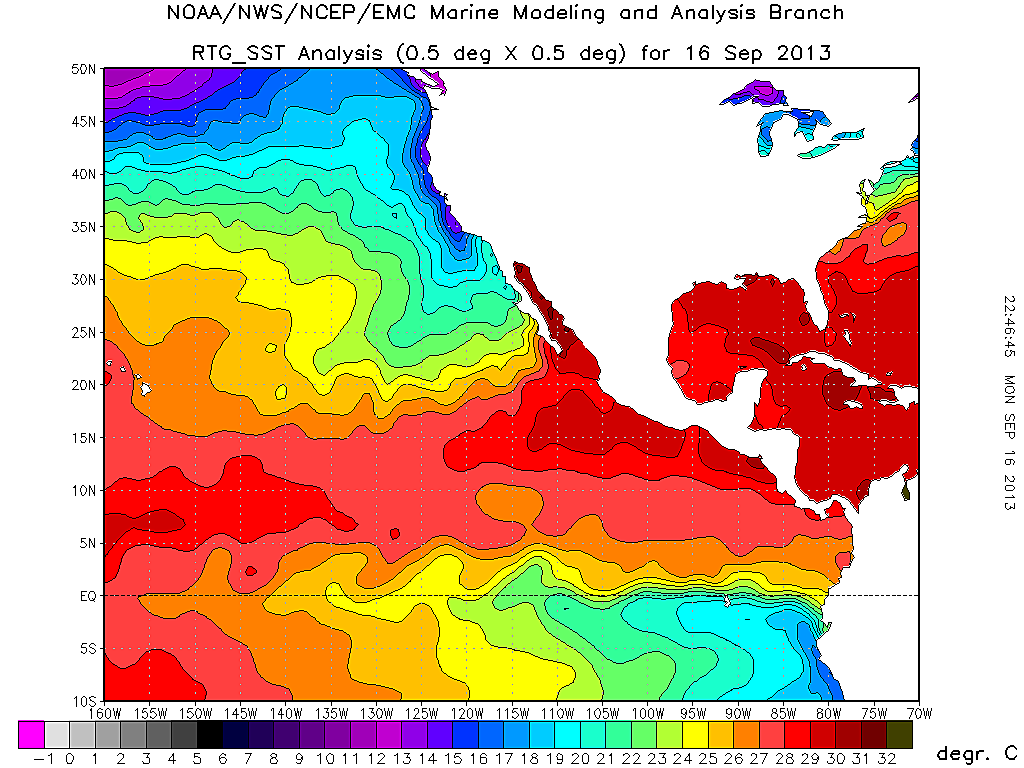
Efectos de la corriente de Humboldt o del Perú en la corriente ecuatorial del océano Pacífico. Las aguas frías llegan hasta el ecuador terrestre (latitud 0º), indicado con las iniciales EQ (en inglés), pero no pasan de allí hacia el hemisferio norte por el abombamiento de las aguas oceánicas a lo largo del ecuador (explicado por la fuerza centrífuga del movimiento de rotación terrestre).

Ejerce influencia determinante sobre el clima de la costa peruano-chilena con cielos cubiertos de neblinas —camanchacas y garúas costeras—, ausencia de lluvias y temperaturas más frías de lo que deberían tener de acuerdo a su latitud. Esta situación se extiende hasta las islas Galápagos que se encuentran, precisamente, atravesadas por el ecuador terrestre y cuyo clima sería mucho más cálido y lluvioso de no ser por esta corriente.
Por la latitud, el clima debería corresponder a las zonas tropical y subtropical; sin embargo, sus aguas de temperatura inusualmente baja enfrían la atmósfera lo que causa, a su vez, el clima sumamente árido por la escasa evaporación de las aguas frías. Esta inversión térmica, anomalía detectada por Humboldt, tiene efectos que caracterizan el clima de las regiones litorales en contacto con la corriente, causando la alteración drástica del régimen subtropical de lluvias y creando una faja de arenales y desiertos costeros relativamente fríos como el de Atacama y semicálidos como el de Sechura. Al provocar zonas frías oceánicas aún cerca del ecuador terrestre, la evaporación de las aguas oceánicas resulta escasa y así, en consecuencia, las lluvias costeras suelen ser también muy escasas. Además, esto es una de las implicaciones para la existencia de los fenómenos de efectos regionales casi alternados cíclicamente de El Niño y La Niña, que en general producen graves variaciones meteorológicas en la zona intertropical a ambos lados del ecuador terrestre.
Por otra parte, la surgencia de aguas frías y profundas trae a la superficie una enorme cantidad de plancton, que de otra manera se hundiría en el fondo oceánico, convirtiendo a las aguas atravesadas por la corriente en uno de los más importantes caladeros pesqueros del planeta y a la corriente misma en uno de los principales recursos económicos de Chile y del Perú.
Asimismo, la riqueza ictiológica asociada a esta corriente provoca la abundancia de aves marinas en el litoral, entre las que destacan las aves guaneras, cuyas deyecciones se acumulan por el clima árido en las islas y costas rocosas, que explican la gran importancia estratégica de la economía peruana en el siglo XIX y posteriormente.